# Planadas
Planadas es un municipio colombiano ubicado en el departamento de Tolima. Fue fundado en 1966 durante el gobierno de Carlos Lleras Restrepo y dista 231 km de Ibagué, la capital del departamento.

## Historia
Cabe hacer una breve retrospectiva para decir que el territorio que conforma Planadas fue descubierto en el mes de octubre de 1538 por los soldados de la avanzada de Sebastián de Belalcázar, que sus primitivos pobladores fueron los indios Ataes, Cuiras, Guagua y Patae, de la tribu de los Paeces; y además que eran tierras del cacique Yucairo.

### Fundación
El poblamiento de montañas en lo que hoy comprende el corregimiento de Gaitania (que es parte de la jurisdicción de Planadas) empezó cuando el gobernador del Tolima, a través del Decreto 1018 de 1920 estableció una colonia penal y agrícola en la región denominada Sur de Atá. Hasta allí, eran enviados quienes cometían delitos de contrabando de licores y tabaco a purgar sus condenas, además de presos políticos miembros del Partido Liberal, ya que en esa época se vivía aún la hegemonía conservadora, el entonces partido de gobierno y opuesto al liberal, que mantenía una fuerte persecución política a los seguidores de este partido político. Desaparecida esa colonia, mediante Ordenanza 72 de 1931, fue creada la Inspección Departamental de Policía en aquel incipiente caserío.
En 1932, el misionero jesuita español, Fermín Larrazábal, aconsejó a un grupo de expedicionarios asentar un caserío en las riberas del río Atá, justo en una planicie donde hoy día se ubica la cabecera municipal de Planadas. 
Mediante Decreto 719 de 1935, se señala a Planadas como cabecera de la Inspección Departamental de Policía de Sur de Atá. En 1961, mediante Ordenanza 66, se le da mayor jerarquía en el orden administrativo, nombrándola como Inspección Especial de Planadas y, en 1966, mediante Ordenanza 36, es elevada a categoría de municipio, desmembrando su territorio de Ataco. Pero más tarde la deroga, en 1971, por errores de procedimiento, reemplazándola por la Ordenanza 52, en la que se crea el municipio de Planadas, con cabecera en la población del mismo nombre.
Está ubicado a unas ocho horas de Ibagué por una carretera cuyo tramo final hoy en día esta perfectamente dotado y arreglado, lo que permite a propios y visitantes entrar y salir con gran facilidad y sin contratiempos. 

### Conflicto armado interno y acuerdo de paz
En este municipio fue asesinado en 1960 Jacobo Prias Alape dando inicio al Conflicto armado interno en Colombia, para 1964 en la vereda Marquetalia, situada en el corregimiento de Gaitania, fue donde se desarrolló la Operación Soberanía sobre la denominada República de Marquetalia, dando así origen a las Fuerzas Armadas Revolucionarias de Colombia - Ejército del Pueblo (FARC-EP).
Pero no solo la violencia por la injerencia de las FARC-EP ha cobrado vidas en Planadas, sino también los sesgos políticos que para la década de los años 60 y 70 fueron muy fuertes: el enfrentamiento entre liberales y conservadores que eran los partidos que tenían dominio en la región.
Se ubicó en el municipio a partir de los Acuerdos de Paz entre el gobierno colombiano y las FARC-EP  en 2016 de una de las Zonas Veredales Transitorias de Normalización, y posteriormente el Espacio Territorial de Capacitación y Reincorporación (ETCR) Marquetalia Cuna de la Resistencia, en la vereda El Oso del corregimiento de Gaitania, para la desmovilización y reinserción de los excombatientes de las FARC-EP.
Piden mejorar las vías de acceso tanto al casco urbano como a sus veredas, fortalecer la educación para que los niños puedan culminar sus estudios de bachillerato y tengan la oportunidad de acceder a carreras universitarias, y mejorar sus servicios públicos porque, dicen los líderes del corregimiento de Bilbao, que en pleno siglo XXI, hay un considerable número de habitantes que no cuentan con electrificación y los otros servicios son deficientes.
Los habitantes de Planadas destacan que en medio de los diálogos de paz han cesado los enfrentamientos entre el grupo insurgente y la fuerza pública. Además, pueden movilizarse de una manera tranquila por las diferentes veredas, corregimientos y las extorsiones han disminuido en comparación con otras épocas, según lo destaca Raúl Durán, presidente de la Junta de Acción Comunal del corregimiento de Gaitania y líder cafetero.

## División Político-Administrativa
Aparte de su Cabecera municipal. Planadas tiene constituido los siguientes corregimientos:
Turbaco tiene constituidos el siguientes corregimiento:
| Corregimiento | Centros Poblados | Veredas |
| Bilbao        | - Bilbao         |         |
| Gaitania      | - Gaitania       |         |

Los demás centros poblados no hace parte de ningún otro corregimiento o no se ha definido a cual de los dos actuales pertenecen:
- Bruselas
- San Miguel
- Sur de Atá

Además, el municipio se encuentra el Resguardo Indígena Paéz de Gaitania (Nasa We' sx).

## Geografía
El municipio está ubicado al sur del departamento del Tolima, en las estribaciones de la cordillera Central, rama de los Andes colombianos.
La cabecera municipal  está localizada aproximadamente a los 03°11'41" latitud norte y 75°38'41" longitud oeste, a una altura sobre el nivel del mar de 1.224 m. Dista de Ibagué la capital departamental 231 km por vía terrestre.

### Límites
| Noroeste: Rioblanco Río Saldaña                                 | Norte: Rioblanco Río Saldaña                         | Nordeste: Ataco                         |
| Oeste: Miranda, Corinto y Toribío ( Cauca)                      |                                                      | Este: Aipe y Neiva ( Huila)             |
| Suroeste: Páez ( Cauca Parque Nacional Natural Nevado del Huila | Sur: Teruel Parque Nacional Natural Nevado del Huila | Sureste: Santa María y Palermo ( Huila) |

## Demografía
El municipio tiene 21.557 habitantes, de los cuales, 7.621 viven en el casco urbano. El 59,07 % es población infantil y adolescente. El desempleo entre la población económicamente activa bordea el 20 %. A nivel educativo, la cobertura en primaria, según estadísticas de 2014, era de 100 %, mientras que en secundaria llegaba a 76 %.

## Economía
El municipio se ha convertido en el tercer productor de café más importante en Colombia. Otro renglón significativo de la economía es la ganadería y el cultivo de frijol.

## Cultura
Curiosamente, los fundadores de Planadas eran una mezcla de antioqueños y huilenses; de ahí que existan hoy día costumbres y modismos paisas y opitas.

## Turismo
- Fiesta de los Reyes Magos: se celebra en el mes de enero.
- Desfile del 31 de diciembre
- Ferias y fiestas tradicionales y el festival folclórico y cultural en Planadas: se celebran del 17 al 20 de julio.[9]